# Currie (Schottland)
Currie, schottisch-gälisch: Currach, ist eine Vorstadt von Edinburgh, die zehn Kilometer südwestlich des Zentrums der Stadt liegt. Das Dorf gehört in den Verwaltungsbereich der Stadt Edinburgh. Im Nordosten wird der Ort von Juniper Green begrenzt, ebenfalls eine Vorstadt von Edinburgh.

## Geschichte
Es gibt keine allgemein akzeptierte These für die Herkunft des Namens Currie. Man vermutet, es könnte aus dem Gälischen stammen, allerdings gibt es auch Stimmen, die behaupten, dass es aus dem Bretonischen oder Angelsächsischen stammt. Da es zwei Nachbarorte gibt, die ihre Namen aus dem Bretonischen und auch aus dem Gälischen herleiten, sind beide Wurzeln für Currie möglich.
Der früheste Nachweis für eine Besiedlung des Gebietes um Currie liegt in der Bronzezeit. Archäologen fanden ein Rasiermesser, das etwa 3800 Jahre alt ist. Für das Mittelalter und die Frühe Neuzeit gibt es ein paar schriftliche Dokumente, die die Existenz Curries belegen. Eine der frühesten stammt aus dem Jahr 1249, als Robert of Kildeleith Kanzler Schottlands wurde. Robert the Bruce, der König Schottlands, übergab Riccarton 1315 den Ort als Hochzeitsgeschenk. 1392 ging das Land an die Familie des Bischofs Wardlaw über. Im frühen 17. Jahrhundert erhielt Ludwig Craig das Land, bis es 1818 an die Linie der Gibson-Craigs überging.
Seit mehr als eintausend Jahren gibt es im Gebiet von Currie ein christliches Zentrum. 1018 ließen sich die Erzdiakone von Lothian um Currie nieder. Zwar ist Currie auf der Karte Bartholomews aus dem 13. Jahrhundert nicht verzeichnet, doch wird es von zeitgenössischen Quellen als ein beliebter Jagdplatz der Herren und Ritter des Schlosses von Edinburgh bezeichnet.
In der Zeit zwischen 1921 und 1951 wurde Currie mit einem Rathaus und mehreren privaten Gebäuden versehen. Die Stadt wurde damals beliebt als angenehmer Vorstadt, was den Wohnungsbau weiter vorantrieb. 1966 wurde die Hochschule von Currie errichtet, die 1997 einer gründlichen Renovierung unterzogen wurde. Im März 1972 wurde das Zentrum Curries unter Denkmalschutz gestellt.
Die Population Curries betrug 1995 6343 Menschen.

## Lokale Medien
Die Zeitung The Currie and Balerno News ist die lokale Nachrichtenquelle. In dieser Zeitung wird ebenfalls über Neuigkeiten in umliegenden Ortschaften berichtet, wie Juniper Green oder Balerno. The Currie and Balerno News erscheint monatlich.

## Persönlichkeiten
- Dougal Haston (1940–1977) – schottischer Bergsteiger
- Jamie Dick – Olympionike und Träger der Goldmedaille im Eisschießen
- Matthew Lloyd – australischer Footballer
- Daniel Dunglas Home (1833–1886) – schottisches Medium